# Station Landywood
Landywood is een spoorwegstation van National Rail in Landywood, South Staffordshire in Engeland. Het station is eigendom van Network Rail en wordt beheerd door West Midland Trains. Het station is geopend in 1989.